# Terra luna e Margarita
Terra luna e Margarita è un album della pop rock band Rio, uscito in Italia il 26 gennaio 2007.

## Singoli
Il primo singolo ufficiale tratto dall'album Terra luna e Margarita dei Rio è  Dimmi.

## Tour
I Rio hanno iniziato il loro tour "Elettrico Vivo" il 14 aprile 2007 con la tappa di Matera fino al 22 settembre dove hanno concluso il tour a Castrovillari (CS).

## Tracce
1. Margarita
2. Come ti va
3. Alice
4. La vita perfetta
5. Dimmi
6. Il movimento dell'aria
7. Scossa
8. Tutto in una notte
9. Questa è la terra
10. Luna